# Lijst van Tienenaars
Dit is een chronologische lijst van Tienenaars. Het gaat om personen afkomstig uit de Belgische plaats Tienen met een artikel op de Nederlandstalige Wikipedia.
- Beatrijs van Nazareth (1200-1268), mystica, schrijfster en priorin
- Matthias van den Gheyn (1721-1785), beiaardier, zoon van een familie van beroemde klokkengieters
- Charles-Albert Maiscocq (1808-1835), componist en militaire kapelmeester
- Pierre Vincent Bets (1822-1897), pastoor-deken en schrijver van werken over de geschiedenis van gemeenten in oostelijk Vlaams-Brabant
- Frans Bogaerts (1869-1926), advocaat en Vlaams activist
- Victor Francen (1888-1977), acteur met filmcarrière in Frankrijk
- Fernand Ledoux (1897-1993), acteur met film- en toneelcarrière in Frankrijk
- Edward Brieven (1900-1988), bestuurder en politicus
- Leon Rubbens (1901-1981), bekend als schrijver van populaire boeken in het Tiense dialect
- Julia Tulkens (-Boddaer) (1902-1995), dichteres
- Gaston Eysselinck (1907-1953), architect
- Maurice Wiliquet (1913-1991), kunstschilder
- Herman Liebaers (1919-2010), hoofdconservator van de Belgische Koninklijke Bibliotheek en grootmaarschalk aan het Belgische hof.
- Joseph Moureau (1921-2020), gevechtspiloot tijdens WO II
- Piet Sterckx (1925-1987), journalist en toneelschrijver
- Tony Corsari (1926-2011), schuilnaam voor André Parengh, tv-presentator
- Rik Boel (1931-2020), politicus
- Paul Kempeneers (1935), schrijver
- Paul Kustermans (1936), schrijver van school- en jeugdboeken
- Jean-Paul Colonval (1940-2024), voetballer
- Johny Voners (1945-2020), acteur
- Robert Mans (1946), componist, dirigent, saxofonist en leraar
- Chris Wiliquet (1946-2010), auteur en bacterioloog
- Louis Michel (1947), Waals politicus
- Jappe Claes (1952), acteur
- Terry Verbiest (1955-2022), presentator, ondernemer en journalist
- Luc Van Acker (1961), muzikant
- Ben Crabbé (1962), tv-presentator op Eén en drummer
- Ruud Hendrickx (1964), taalkundige
- Olivier Adams (1968), muzikant (Praga Khan)
- Jan Vervloet (Fiocco, Bonzai) (1970), dj/producer
- Peter Aerts, alias Peter Novak (1973-2008), dj/producer
- Rik Verbrugghe (1974), wielrenner
- An Jordens (1976), ex-Ketnetwrappster en presentatrice
- Sandy Boets (1978), zangeres
- Tom Soetaers (1980), voetballer
- Simon Dehairs (2001), wielrenner